# R&F Yingkai Square
Le R&F Yingkai Square est un Gratte-ciel construit en 2014 à Canton en Chine. Il culmine à 296 mètres pour 66 étages.